# متروی سانتو دومینگو
متروی سانتو دومینگو (اسپانیایی: Metro de Santo Domingo‎) سیستم قطار شهری زیرزمینی در سانتو دومینگو، جمهوری دومینیکن است.
این مترو که در تاریخ ۲۲ دسامبر ۲۰۰۸ تأسیس شده دارای ۲ خط، ۳۰ ایستگاه و ۲۷٫۴ کیلومتر طول می‌باشد.

نقشه مترو سانتو دومینگو